# Monte Saccarello
El Monte Saccarello és una muntanya de 2.201 metres que es troba entre la Província de Cuneo i la Província d'Imperia (Itàlia) i el departament dels Alps Marítims (França).

## Classificació
Segons la SOIUSA, el cim té la següent classificació:
- Gran part = Alps occidentals
- Gran sector = Alps del sud-oest
- Secció = Alps Lígurs
- Subsecció = Alps del Marguareis
- Supergrup = Cadena del Saccarello
- Grup = Grup del Monte Saccarello
- Codi = I/A-1.II-A.1.a